# Running Y Ranch
Running Y Ranch az Amerikai Egyesült Államok északnyugati részén, Oregon állam Klamath megyéjében elhelyezkedő statisztikai település, amely Running Y Ranch tervezett helységet foglalja magában. A 2020. évi népszámláláskor 858 lakosa volt.

## Fordítás
- Ez a szócikk részben vagy egészben  a   Running Y Ranch, Oregon című angol Wikipédia-szócikk ezen változatának fordításán alapul.  Az eredeti cikk szerkesztőit annak laptörténete sorolja fel. Ez a jelzés csupán a megfogalmazás eredetét és a szerzői jogokat jelzi, nem szolgál a cikkben szereplő információk forrásmegjelöléseként.